# تحشية الكتاب المقدس
يستعمل علماء الكتاب كلمة تحشية (بالإنكليزية gloss، من اللاتينية واليونانية glossa وتعني لسان أو لغة) للإشارة إلى تحشية نصوص الكتاب المقدس. واستخدمت بداية لكلمات تحتاج إلى شرح، ومن ثم أصبحت تعني الشرح أو الحواشي. وكان الشرح يشمل
- الكلمات الأجنبية
- كلمات لهجة محلية
- كلمات قديمة
- كلمات تقنية
- كلمات استعملت بمعنى غريب أو بقواعد غريبة

كانت التحشية من كلمة شارحة واحدة تكتب بين السطور أو في هامش المخطوطة. ومع الوقت ازداد عدد الكلمات، وأصبحت كلمة التحشية تشير إلى كلمة وضعت داخل النص نفسه وتبدو من الكلام المنسوب لله مع أنها إضافة لاحقة.

## التحشية كإضافات نصية

### الكتاب العبري
تشير كلمة تحشية إلى كلمات أضيفت لأسباب متنوعة في نص الكتاب المقدس. وجود هذه الإضافات في الكتاب المقدس أمر يعترف به عالميا علماء الكتاب المقدس في النص العبري، مع وجود خلافات أحيانا حول اعتبار بعض الكلمات مضافة للكتابات المقدسة. فبالإضافة إلى 18 تصحيحا قام بها النساخ لنص العهد القديم حسب اعتقاد الحاخامات القدماء، والتي كانت على الأرجح بسبب دخول شروح هامشية إلى داخل النص، اعتبر علماء حديثون عدة كلمات وعبارات كإضافات نصية إلى الكتاب العبري. لذا فالمدافعون عن التأليف الموسوي للتوراة يقرون أن الكثير من الملاحظات حول مواضيع جغرافية وتاريخية وغيرها هي من بعد وقت موسى حتما. ولجأ آخرون إلى الإضافات النصية لتعليل غياب انسيابية النص في الأصل العبري أو التعارضات الظاهرة بين عبارات متوازية. بل واعترف البعض بأن التعليقات من وقت مبكر استعملت لكتابة النص العبري الموجود حاليا، مما يفسر وجود إضافات كثيرة. وبالاعتماد على ميزة أدبية هي التوازي في الشعر العبري يتبين أنه لا يمكن نكران وجود إضافات كثيرة في النص العبري للكتب الشعرية وخاصة سفر أيوب. لكن يؤكد العلماء أن تلك الإضافات لا تؤثر بشكل مهم على النص العبري. ووجود هذه الإضافات في أقدم ترجمة يونانية للعهد القديم، السبعونية، حقيقة معروفة، يحتاج أي شخص لمقارنة كلمات النسخ القديمة مع الأصل العبري ليقتنع أن مترجمي السبعينية انحرفوا مرارا عن النص عند ترجمته إلى اليونانية وأدخلوا عدة إضافات فيه. وكان هؤلاء المترجمون يحبون إضافة ما حذفه الأصل أو توضيح ما كان غامضا. وقاموا كثيرا أيضا بترجمات تخفف تجسيم الإله في النص، بينما تأثرت إضافات أخرى بالتقاليد اليهودية.

### العهد الجديد
توجد أيضا الإضافات النصية في مخطوطات العهد الجديد، وذلك لأسباب متنوعة أهمها:
1. قام النساخ بوضع ملاحظات هامشية في النص نفسه
2. قاموا أحيانا بإلإضافة لكلمات الأناجيل بالاعتماد على كلمات إنجيل آخر
3. أكملوا أحيانا اقتباسات العهد الجديد من العهد القديم

### الفولغاتا اللاتينية
وتوجد الإضافات في النسخ المطبوعة لترجمة الفولغاتا اللاتينية، فقد قام مؤلفها جيروم بإضافة ملاحظات كثيرة تاريخية وجغرافية وعقائدية إلى ترجمته للنص العبري اعتبرها ضرورية كي يفهم القارئ العادي مقاطع الكتاب المقدس. رغم أنه اشتكى أحيانا بأن النساخ في عهده بدلا من نسخ ترجمته بأمانة قاموا بإضافة ملاحظات وجدوها في الهامش. وبعد موته أضيفت كثيرا كلمات إلى مخطوطات الفولغاتا وخاصة الإسبانية.